# Старая Березовка (Томская область)
Старая Березовка — село в Каргасокском районе Томской области, Россия. Административный центр Усть-Чижапского сельского поселения.

## География
Село расположено на берегу реки Васюган, огибающей Старую Березовку с востока. К югу от села находятся два небольших озерца, соединённых с Васюганом протокой.

## История
Село стало центром поселения в 1976 г., до этого главным населённым пунктом была Усть-Чижапка (название поселения после переноса изменено не было).

## Население
| 2002 | 2010 | 2012 | 2013 | 2014 | 2015 | 2021 |
| ---- | ---- | ---- | ---- | ---- | ---- | ---- |
| 265  | ↘216 | ↘213 | ↗219 | ↘215 | →215 | ↘154 |

## Социальная сфера и экономика
В Старой Березовке есть библиотечно-досуговый центр, основная общеобразовательная школа и фельдшерско-акушерский пункт.
Основу экономической жизни составляют сельское и лесное хозяйство и розничная торговля.